# Dynastie Xia
Pour les articles homonymes, voir Xia.

Territoire supposé de la mythique dynastie Xia, autour du fleuve jaune

La dynastie Xia (chinois : 夏朝 ; pinyin : xià cháo) trouve sa source dans l'historiographie chinoise, en particulier le Classique des documents (IXe – VIe siècle avant notre ère, soit entre 7 et 10 siècles après les événements).
Ces textes, les plus anciens de l'historiographie chinoise, concernent la politique et l’administration des souverains de l’antiquité chinoise, depuis Yao. Cet empereur mythique aurait chargé Gun (鯀), père de Yu le Grand, de lutter contre les inondations. Yu le Grand est le premier monarque légendaire chinois de la Dynastie Xia, dans une zone qui correspondrait, peut-être, aujourd'hui à l'Ouest du Henan et au Sud du Shanxi, c'est-à-dire à la zone qui recouvre à peu près la culture d'Erlitou. Il existe, par ailleurs, le site touristique de la tombe de Yu, à Shaoxing, dans la province du Zhejiang.
Les textes du Classique des documents proviennent donc pour la plupart de la cour royale de Zhou. Selon ces textes la dynastie Xia aurait été la première des Trois dynasties (三代, sān dài) de la Chine pré-impériale : les Xia, les Shang (v. 1570 - 1045 ) et les Zhou (v. 1046 - 256 ). Elle aurait été fondée par Yu le Grand, et aurait disposé du pouvoir de 2205 à 1767 avant notre ère, selon la chronologie traditionnelle chinoise, ou de 2070 à 1570 avant notre ère selon d'autres chronologies. Elle débuterait par la venue d'un héros, ses successeurs rencontrant des difficultés, puis la dégénérescence se serait installée, des dérèglements célestes seraient intervenus, entraînant la chute de la dynastie.
Généralement la communauté scientifique internationale en dehors de la Chine, et en Chine même dans le milieu scientifique considère cette dynastie comme un mythe des origines qui pourrait avoir été composé au premier millénaire avant notre ère, sous la dynastie Zhou, pour des raisons propres à cette dernière dynastie. En Chine peu d'archéologues chinois mettent en doute son existence de peur d'être accusé d'attitude non « politiquement correcte ».
Les vestiges inattendus d'une vaste ville aux fortifications de pierre, découverts depuis 2013 à Shimao dans le xian de Shenmu au Shaanxi, relancent la question. Les autorités chinoises voient dans ce site néolithique la première preuve archéologique de l'existence de la mythique dynastie des Xia.

## Textes les plus anciens
Les plus anciens textes mentionnant les Xia sont le Classique des documents, chinois Shu Jing (书经 / 書經, shū jīng ou Chou King), composé sous la dynastie Zhou et le Classique des vers — une anthologie rassemblant des textes qui vont du IXe au Ve siècle avant notre ère et dans laquelle seulement quelques poèmes concernent notre propos. Ces références recoupent le texte produit par Sima Qian, au premier siècle avant notre ère: le Shiji .
Selon l’historiographie traditionnelle chinoise d'autres sources viennent donc compléter les informations succinctes du Classique des Documents : le Shiji (composé entre 109 et 91 av. J.-C. par Sima Qian. Celui-ci commence par le passage intitulé Les trois Augustes et les cinq Empereurs, suivi d'une partie sur les Xia, les Shang et les Zhou) et les Annales de bambou (premier original connu mis au jour dans une tombe datée de 299 avant notre ère) que Sima Qian n'aurait pas eu entre les mains. Selon ces sources littéraires la dynastie Xia aurait été la première de l’histoire de la Chine. Elle aurait régné de 2205 à 1767 avant notre ère.
On peut toutefois avoir quelques doutes sur cette tradition, car la première mention des Xia qui se trouve donc dans le Classique des documents - Shujing - (« Livre des Documents »), ouvrage qui date du début du Ier millénaire av. J.-C. selon la plupart des spécialistes, est donc très postérieur au règne supposé des Xia. Le document en question qui concerne cette dynastie s'appelle le « Serment de Tang ». C'est le discours que Tang, le fondateur de la dynastie Shang, aurait prononcé devant ses troupes pour les encourager à se battre contre le dernier souverain des Xia. Tang expliquait pourquoi ce roi devait être renversé. Ce document a été rédigé par des annalistes de la dynastie Zhou, qui a remplacé celle des Shang vers 1046 avant notre ère. Il s'agit sûrement d'une œuvre de propagande : les Zhou expliquaient qu'ils avaient renversé les Shang pour la même raison que les Shang avaient renversé les Xia. Ils disaient avoir été eux-mêmes d'anciens vassaux des Xia. L'un de leurs ancêtres avait dû se réfugier chez les Barbares parce qu'un mauvais souverain des Xia avait supprimé sa charge.
Les Annales de bambou ne font que brièvement allusion à chaque règne de la dynastie Xia, et donne fort peu d'informations sur Yu le Grand. Mais il donne la liste « complète » des rois Xia.
Plus problématique, aucune source écrite antérieure au Shu Jing ne mentionne les Xia, par contre un document de la même époque vient d'être découvert en 2003. Il s'agit d'un vase de type xu, le Bingong xu, qui est daté par les experts du milieu des Zhou de l'Ouest. Il témoigne de la haute estime dans laquelle Yu le Grand était tenu à cette époque, et comme cette dynastie Zhou se référait à des héros situés dans une époque antérieure à leurs ennemis, les Shang, le renversement des Shang apparait comme un acte de restauration d'une époque héroïque et devenait d'autant plus légitime. Tous les textes de l'époque des Zhou, ou antérieurs, ont été préservés sur les bronzes chinois ou sur des os, ou des écailles de tortues, oraculaires.
Les écrits oraculaires étant tournés vers la prédiction de l'avenir remontent à la fin du IIe millénaire avant notre ère sous l'époque des Shang. Et les historiens en ont conservé une quantité immense. Mais, tournés vers l'avenir, aucun ne fait allusion à un fait ou à un ennemi antérieur et ne peut donc renseigner sur une dynastie qui les aurait précédé. Donc cela pose le problème de savoir à quelle période auraient, éventuellement, existé les Xia ou s'il s'agit plutôt d'un mythe, éventuellement d'un mythe fondateur. On remarque aussi que, selon la tradition et la mythologie chinoise, Yu le Grand, le fondateur de la dynastie Xia, est présenté par les textes chinois comme un souverain de l'âge du bronze. En effet, il aurait fondu des chaudrons en bronze. L'âge du bronze ne commence en Chine qu'après 1900 avant notre ère, avec la dynastie Shang et dans la culture précédente : la culture d'Erlitou. Cette époque correspond, en effet, à l'apparition des bronzes coulés en plusieurs moules dans la culture d'Erlitou. Laquelle technologie du bronze est apparue, sous une forme différente, coulée en deux moules, dans les zones de commerce avec les populations de l'Ouest au sein de la culture de Qijia, plus à l'Ouest, à proximité et dans le corridor du Hexi vers 2000 avant notre ère, essentiellement au Gansu. C'est donc une époque de la préhistoire de la Chine particulièrement complexe, on le voit. Si dynastie Xia il y a, elle aura dû se situer dans cette période, et les archéologues cherchent donc autour de la culture d'Erlitou, voire sur le site même, ce qui en ferait une capitale « royale ». C'est une culture qui a des « racines » par certains points avec la culture de Longshan, tandis qu'ailleurs Erlitou rencontre la culture Shang, à l'ouest du Henan et au sud du Shanxi.
Cependant cette recherche n'est pas qu'académique, elle croise aussi des enjeux politiques.

## Yu le Grand

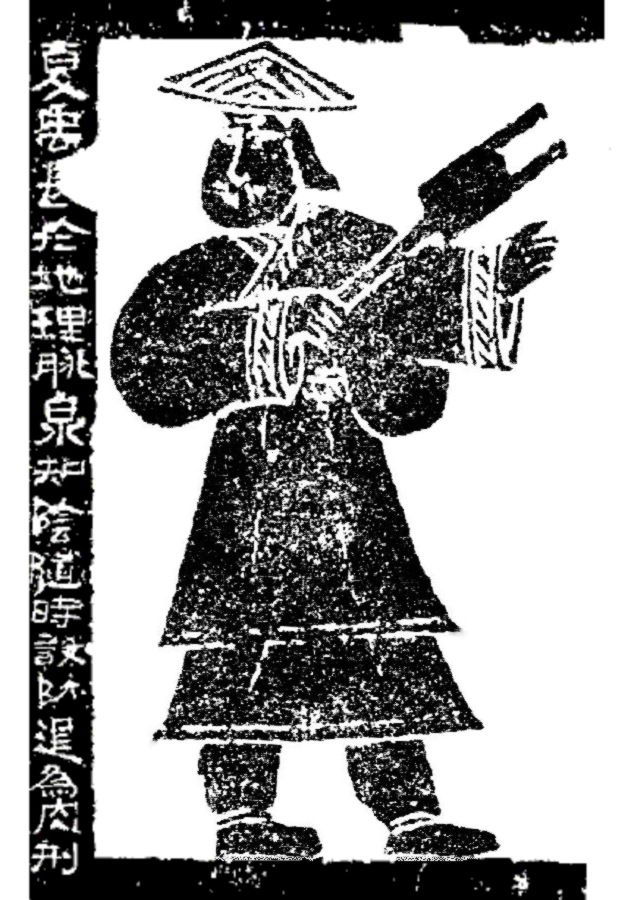
Représentation de Yu le Grand, datant de la dynastie Han

### Histoire des recherches
Les textes concernant les débuts de la Chine ont fait très tôt l'objet de commentaires de la part des savants occidentaux, dont Édouard Chavannes, en 1901. Lequel Édouard Chavannes « laisse apparaître comme contestable le splendide isolement de la Chine ». D'emblée la question des relations de la Chine avec le reste du monde est posée dès ses origines. Or cela concerne aussi l'interprétation des textes anciens qui évoquent la dynastie Xia et ses prédécesseurs.
Les débuts des études chinoises sur les premiers temps de la Chine, au XXe siècle, semblent pouvoir être éclairés (en langue française) sur la question de soi-disant « influences étrangères » par Henri Cordier : Histoire de la Chine et de ses relations avec les pays étrangers depuis les temps les plus anciens jusqu'à la chute de la dynastie Mandchoue (1920-21) qui se réfère aux études d'Édouard Chavannes et Paul Pelliot  et pose les limites du savoir scientifique de l'époque dès son premier chapitre Origine des chinois. Théories étrangères .
Quelques informations datent des débuts de la recherche archéologique occidentale en Chine : celles, en particulier, de Johan Gunnar Andersson au Gansu, sur la culture de Majiayao dans les années 1923 et 1924. Celui-ci a considéré cette culture, à en juger aux dessins sur les poteries, comme le résultat d'une diffusion de la culture Occidentale, et Majiayao (au Gansu) aurait été la phase initiale de la culture de Yangshao (dans la Plaine centrale). D'autres recherches japonaises en Mandchourie renforçaient, en 1929 encore cette idée selon laquelle la Chine se trouvait alors considérée, à tort, comme « sous influence » du Néolithique et de l'Antiquité Occidentale. Mais Henri Maspero prenait ces informations avec une réserve explicite, les jugeant insuffisantes, dès ce texte de 1929. Quant aux sources littéraires, en particulier concernant Yu le Grand, il les considérait comme des « contes mythologiques ». Depuis ces débuts de la recherche historique sur les premiers temps de la Chine les travaux ont été totalement renouvelés et la nouvelle image de la Préhistoire de la Chine s'est considérablement précisée, sans apporter la moindre précision sur Yu le Grand, et la question de la « dynastie Xia » reste encore en suspens en 2013.

### Textes chinois
Après le Classique des documents, le Shanhai jing est un second livre de référence, (Livre des Montagnes et des Mers), pour l'essentiel une description des territoires et des plantes ou des animaux que l'on peut rencontrer. La version actuelle est essentiellement celle des Han (entre - 206 et 220 de notre ère), commentée sous les Jin par Guo Puzeng (276-324). Dans ce texte on lit que Yu est le fils de Baima (Cheval Blanc), qui est lui-même le fils de Luoming (Chameau Brillant, le Chameau en Chine évoque plus l’Asie centrale orientale que la Chine, proprement dite). Ce dernier est le fils de Huangdi, l’Empereur Jaune.
Yu le Grand est connu pour avoir permis aux eaux des fleuves de Chine de s'écouler, probablement par des travaux d'entretien du réseau existant. En construisant des digues, son père Baima, également appelé Gun, les avaient bloquées. Selon Marcel Granet, Yu put ainsi ramener la richesse et des récoltes abondantes. Mais l'entretien des cours d'eau nécessitait la levée des tributs, dont il établit la juste mesure. Il parcourut le territoire dans les quatre directions et établit chacun à sa place : « Chinois et Barbares ». Et la paix fut rétablie. Mais à sa mort il semble que le principe de l'élection du meilleur d'entre eux par les seigneurs, désigna le fils de Yu, instaurant de ce fait la première dynastie. Ce fils, K'i, fut essentiellement un guerrier. Et le dernier de la dynastie un tyran qui avait perdu le Mandat du Ciel. Ainsi il perdit la bataille qui l'opposait au fondateur de la dynastie suivante, le roi T'ang, des Shang.
D'après les textes chinois, le nom du fief de Yu, Xia, est devenu celui de sa dynastie. Ce nom signifie « été ». Or Huangdi aurait créé une danse appelée Xianzhi, qui était exécutée au solstice d'été sur un tertre carré placé au milieu d'un lac. Ce tertre représentait sûrement la Terre. Yu était un fondeur (comme son fils Qi et comme Huangdi), puisqu'il aurait fabriqué neuf chaudrons tripodes en bronze, qui devinrent des symboles du pouvoir des empereurs de la Chine antique. Ces chaudrons apparaissent effectivement dans la culture d'Erlitou, sur laquelle les archéologues chinois ont longtemps placé la capitale du royaume Xia.

## Autres souverains
Ce que l'on rapporte au sujet des successeurs de Yu est encore fortement mythique. Son épouse était identifiée à une montagne, puisqu'elle s'appelait Tushan « Mont Tu ». Parfois aussi, on considère que Yu était marié à la déesse Nüwa, d'origine tokharienne. Avant de donner naissance à Qi, le successeur de Yu, Tushan se transforma en une pierre, qu'il fallut fendre. Qi fit rechercher du métal dans les monts et les rivières et le fit fondre au mont Kunwu. Sur cette montagne située à l'ouest de la Chine, on trouvait du cuivre rouge qui servait à fabriquer d'excellentes épées. Les Quanrong offrirent au roi Mu de la dynastie Zhou une épée appelée Kunwu. À l'ouest de la Chine, il y avait aussi un mont Kunlun (avec le même caractère kun), qui était la résidence de Huangdi.
Le fils de Qi fut Taikang. L'archer Yi, personnage mythologique ressemblant beaucoup à Héraclès, le contraignit à l'exil alors qu'il effectuait une partie de chasse. Yi était le seigneur de Qiong. Il fut tué par son épouse Fufei (identifiable à la déesse Nüwa) et l'amant de celle-ci, Zhuo de Han. Au roi Taikang avait succédé son frère cadet Zhongkang, puis le fils de celui-ci, Xiang. Les fils de Zhuo de Han et de Fufei, Yao et Xi, assassinèrent Xiang. La reine Min, qui était alors enceinte, parvint à prendre la fuite et à se réfugier chez le prince de Reng. Son fils Shaokang naquit chez ce prince et devint le chef des pasteurs. Plus tard, il se rendit chez le prince de Yu, dont il épousa deux filles. Il vengea son père en tuant Zhuo de Han et ses deux fils puis il monta sur le trône, rétablissant la dynastie Xia.
On raconte encore que Jie, le dernier souverain des Xia, fut un tyran débauché. Ses vices étaient exacerbés par la belle Meixi, l'une de ces impératrices fatales qui ont parsemé l'histoire de la Chine. Selon Liu Xiang (auteur du Ier siècle av. n. è.), Jie fit creuser dans son palais un grand bassin rempli de vin. Il disposa également des marches d'escalier en viande cuite sur le versant d'une colline et suspendit aux arbres des morceaux de viande séchée. Chaque jour, il participait avec ses femmes à des orgies sur ce bassin de vin, où il se promenait en barque, et dans cette « forêt de viande ». Tang, le souverain d'un royaume situé au sud du Shandong, le vainquit à Mingtiao, au nord de l'actuelle ville de Kaifeng au Henan, et fonda la dynastie Shang. Fait prisonnier, Jie mourut de maladie trois ans plus tard.
Récit très douteux que celui de ce renversement des Xia par les Shang : le personnage de Jie ressemble beaucoup trop à l'archétype du mauvais souverain pour être vraisemblable. Il est très probable que le mythe du bassin de vin et de la forêt de viande aient été des souvenirs des banquets fastueux auxquels l'aristocratie, la famille royale en tête, se livrait à l'époque des Shang. On sait que de très grandes quantités de vin et de viande étaient consommées. Les aristocrates étaient considérés par les gens du peuple comme des « mangeurs de viande ». Cet aspect mythique met en question l'éventuelle existence de cette dynastie dans l'histoire.

## Les Xia ont-ils existé?

### Une existence non démontrée
Les musées de Chine indiquent systématiquement sur des cartels : « Dynastie Xia » comme une évidence scientifique. Il en est de même dans une publication universitaire d'importance de 2010. Il est pourtant difficile de déterminer s'il s'agit de trouvailles provenant de la culture d'Erlitou ou d'ailleurs, puisque l'existence de la dynastie Xia est contestée par la communauté scientifique internationale. 
Un premier groupe de chercheurs chinois, le groupe yigupai (Les sceptiques sur les questions concernant l'Antiquité) a commencé à mettre en doute, dans les années 1920, les sources de l'historiographie chinoise : à leur tête Gu Jiegang (1893–1980), concernant en particulier le mythe des trois Augustes et cinq Empereurs et sa description comme un âge d'or. Contestant l'autorité des textes, ces jeunes chercheurs ont fait prévaloir la recherche archéologique comme une discipline vraiment « scientifique ». Mais les inscriptions découvertes sur des os oraculaires ont confirmé l'identification de l'antique Yinxu, dont parlait Sima Qian, un siècle avant notre ère, avec l'actuelle Anyang. Et le public comme les archéologues dans leur majorité en ont déduit que, puisque l'archéologie donnait raison à Sima Qian à propos des Shang, il n'y avait pas de raison de mettre en doute cette tradition à propos des Xia : ceux-ci avaient donc bien existé, il restait aux archéologues à découvrir l'endroit.
La question du rapport du mythe à la réalité reste aussi ouverte : si tout ce que l'on raconte au sujet de Yu le Grand et ses proches successeurs est mythique, peut-on en déduire que la dynastie des Xia n'ait jamais existé ? Cela non plus n'est pas assuré, car des mythes ont très bien pu être rattachés à une dynastie historique. D'autre part de nombreuses dynasties, bien réelles, ont un fondateur légendaire. Les Xia ont, selon certains, peut-être régné dans les provinces maritimes du Shandong et du Zhejiang. C’est en effet dans ces provinces que se situe l’essentiel de la geste de Yu. Dans l’Antiquité, les souverains du royaume de Qi, au Shandong, se disaient descendre de l’empereur Shao Kang des Xia. La tombe, présumée, de Yu est localisée dans les Monts Kuaiji, sur la municipalité de Shaoxing, dans la province du Zhejiang et reste un site touristique bien visité.
Cependant la plupart des archéologues chinois, travaillant toujours à partir des anciennes traditions textuelles, voient en la culture d'Erlitou, 1900-1500 av. J.-C., un vestige de la dynastie Xia. Or en l'absence d'information écrite il est impossible de trancher. Cette culture ayant été découverte au Henan, leur raisonnement est simple : cette culture est antérieure à la dynastie Shang et se situe dans la même région, elle devrait donc correspondre aux Xia. D'autres, voyant dans la culture d'Erlitou les prémices de la dynastie Shang, orientent leurs recherches plus avant sur des sites datés entre Erlitou et la culture de Longshan, mais les archéologues chinois les plus reconnus au niveau international ne se focalisent pas sur ces recherches et reconnaissent l'impossibilité de prouver l'existence d'une telle dynastie. Néanmoins, pendant ce temps les archéologues chinois et d'autres nationalités, sur le terrain, ont eu la confirmation que, par de nombreux sites, la culture associée, plus ou moins, au site d'Erlitou témoigne d'un haut degré de sophistication, avec une série de pratiques associées à une société très hiérarchisée d'une indéniable proximité, tant sur le plan du territoire que sur celui de la pratique du bronze, avec la culture Shang. Quelle est donc cette culture ? Une étude séparée selon leurs propres méthodes des textes, d'une part, et des documents archéologiques, d'autre part, peut faire avancer la réflexion.
Li Liu, de l'Université Stanford, rappelle la position défendue en Occident selon laquelle l'invention de cette pseudo-dynastie aurait été le fait des Zhou, afin de justifier par le mandat du Ciel le renversement de la dynastie Shang, qui, elle, a bien existé. La question d'un mythe construit plus ou moins de toutes pièces, à l'époque des Zhou, ne s'est posée que tout récemment par certains esprits libres. La communauté scientifique en dehors de la Chine considère la « dynastie Xia » comme un récit mythologique, voire un mythe fondateur, construit à une tout autre époque. Robert Bagley, professeur à l'université de Princeton, suggère que ce mythe se serait constitué au cours du premier millénaire avant notre ère, au cours de la période correspondant à la dynastie Zhou, et dans un contexte qui en aurait justifié la construction. Des découvertes archéologiques faites à la fin du XXe siècle semblent conforter cette hypothèse, selon cet auteur.
Selon les publications récentes (2012-2013), la dynastie Xia reste une énigme. Tout d'abord il est faux de prétendre que des os oraculaires font allusion à une dynastie Xia, et à sa conquête par les Shang. Par contre il n'est pas impossible que les habitants de la culture d'Erlitou ne se soient jamais considérés comme « Xia » et que cette appellation étant une pratique de leurs ennemis, elle se serait transmise jusqu'aux Zhou.

### Aspects politiques de la question
La volonté d'affirmer l'existence des Xia en Chine découle du reste du discours officiel du Parti communiste chinois, qui soutient et finance des projets de recherche archéologique ayant pour but de faire remonter la civilisation chinoise le plus loin dans le temps (comme le « Projet de chronologie des Xia-Shang-Zhou » lancé en 1996 et le « Projet d’exploration des origines de la civilisation chinoise » lancé en 2001), par rivalité avec les autres civilisations antiques, avec un début souvent fixé il y a 5000 ans. L'adhésion à ces vues, et à l'historicité de la dynastie Xia, par une majorité des archéologues de la Chine actuelle, peut donc aussi être vue comme une manière de manifester leur patriotisme et leur loyauté politique envers le gouvernement.
LI Liu fait aussi allusion à un texte de Lothar von Falkenhausen, de 2007, qui propose que l'attachement de nombreux archéologues chinois à l'existence de la dynastie Xia relèverait d'une attitude « politiquement correcte », et elle en profite pour faire l'histoire du concept depuis l'ère Mao. Car l'allégeance aux textes anciens est un signe du « politiquement correct » en tant qu'attitude dogmatique. Le sondage qu'elle a effectué auprès d' « universitaires spécialisés dans cette question » montre qu'en Chine on croit à 49 % à la véracité historique des textes relatifs à la dynastie Xia, tandis que hors des frontières de Chine des chercheurs similaires, d'origine chinoise, ne croyaient plus à cette version qu'à 22 %, cependant que 59 % de ces derniers la pensent possible contre 38 % de ceux qui résidents en Chine. Et à la question de l'origine de leurs convictions, les résidents en Chine s'appuient à 56 % sur leurs études universitaires et pour 40 % sur leurs recherches, tandis qu'à l'étranger ces chercheurs d'origine chinoise ne s'appuient sur leurs études universitaires que pour 32 % d'entre eux et que 59 % d'entre eux font confiance aux textes. Cela étant, les convictions ne proviennent pas dans tous les cas d'un formatage politique explicite. Enfin 72 % des archéologues résidents en Chine tiennent que l'archéologie doit encore prouver la correspondance entre Erlitou et les Xia, tandis que le groupe qui poursuit ses études à l'étranger est persuadé que l'archéologie ne peut prouver une telle relation. En Chine, on pense être indépendant du politique, même si certaines découvertes peuvent favoriser localement tel personnage politique, tandis que hors de Chine c'est le contraire. Dans tous les cas, seule une étude purement académique peut résoudre le problème, mais la majorité croit à un lien entre Erlitou et les Xia (ou les Shang). De plus, un nombre important de résidents étrangers a tendance à être critique à l'égard des vues chinoises, même si la question du lien entre Erlitou et les Xia ne trouve pas un vaste courant d'opposants à cette théorie : on peut y voir une forme discrète de pression exercée par le courant majoritaire ; ainsi hésiterait-on à exprimer sa pensée chez le courant minoritaire.

## Rois présumés de la dynastie Xia
Document de référence : Henri Cordier : Histoire de la Chine (1920-21)

Yu le Grand, par Ma Lin (馬麟). Peinture sur soie, vers 1250.

1. Da Yu 大禹 (ou Yu le Grand) (-2205/-2197)
2. Qi 启 (-2197/-2188)
3. Tai Kang 太康 (-2188/-2159)
4. Zhong Kang 仲康 (-2159/-2146)
5. Xiang 相 (-2146/-2118)
6. Shao Kang 少康 (-2118/-2097)
7. Zhu予 (-2097/-2040)
8. Huai 槐 (-2040/-2014)
9. Mang 芒 (-2014/-1996)
10. Xie 泄 (-1996/-1980)
11. Bu Jiang 不降 (-1980/-1921)
12. Jiong 扃 (-1921/-1900)
13. Jin 厪 (-1900/-1879)
14. Kong Jia 孔甲 (-1879/-1848)
15. Gao皋 (-1848/-1837)
16. Fa 发(-1837/-1818)
17. Jie Gui 癸 (-1818/-1767)

## Capitales présumées de la dynastie Xia
Cette partie reste à sourcer :
Les capitales de la dynastie Xia furent :
- Ji (冀) ou Yangcheng (陽城)
- Xiayi (夏邑)
- Zhenxun (斟鄩) [N 5]
- Pingyang (平陽)
- Jinyang (晉陽)
- Shangqiu (商丘)
- Di Qiu (帝丘)
- Yuan (原)
- Laoqiu (老丘)
- Xihe (西河)

## Note sur la chronologie
En 1995, la Chine a lancé un vaste projet, le Xia–Shang–Zhou Chronology Project, visant à établir une chronologie rigoureuse pour les trois premières dynasties de son histoire, celle des Xia, des Shang et des Zhou (jusqu'à -841 pour cette dernière). L'idée au départ était de recouper des datations au carbone-14 et des données astronomiques, concernant en particulier des éclipses, avec tout ce que les inscriptions des Shang et des Zhou pouvaient nous apprendre. Environ 200 chercheurs y ont participé et les résultats obtenus servent à présent de références aux universitaires chinois. Les dates proposées pour les Xia vont de -2205 à -1767. Les Shang auraient régné de -1766 à -1112.
Le problème est que ce projet fait encore appel à l'historiographie traditionnelle et n'est donc que partiellement scientifique.